# Phlogophora grisea
Phlogophora grisea är en fjärilsart som beskrevs av Hackray 1938. Phlogophora grisea ingår i släktet Phlogophora och familjen nattflyn. Inga underarter finns listade i Catalogue of Life.